# Ana Nogueira de Lucas
Ana Nogueira de Lucas (Pouso Alto, 20 giugno 1896 – São Sebastião do Rio Verde, 18 novembre 2010) è stata una supercentenaria brasiliana che detenne il titolo di decana dell'umanità dal 4 novembre 2010, alla morte della francese Eugénie Blanchard, fino al suo stesso decesso, avvenuto 14 giorni dopo.

## Biografia
Ana Nogueira nacque il 20 giugno 1896 da Paulino Vito Nogueira e da Mathilde Luiza Gonçalves, in una fazenda chiamata Mesquita a Pouso Alto, nello Stato brasiliano del Minas Gerais; aveva sei fratelli (quattro maschi e due femmine); il padre era preside di una scuola locale. Alla morte della madre, avvenuta quando Ana aveva 13 anni, quest'ultima iniziò a badare al fratello più piccolo, Gerard. Successivamente, visse per tre anni con un parente in una casa a Carmo de Minas; ritornò poi a Pouso Alto.
Ana si sposò il 17 gennaio 1917 con Egydio de Lucas, odontoiatra; la coppia, che rimase unita per quasi 60 anni fino alla morte di Egydio nel 1976, ebbe dodici figli: Maria Antonieta, Celia, Mathilde, Geraldo, Angelo, José, Egidio, Maria Clelia, Marina, Paulo, Vito e Nestor.
La donna, a 98 anni, fu sottoposta a un intervento di chirurgia ricostruttiva dell'arto inferiore a seguito di fratture conseguenti ad una caduta; A 111 anni risultava debole, poco attiva e con evidenti problemi di udito.
Ana Nogueira de Lucas morì il 18 novembre 2010 a São Sebastião do Rio Verde, sempre nello Stato del Minas Gerais, all'età di 114 anni e 151 giorni, per un arresto cardiaco; fu sepolta nel Cimitero Municipale di quella stessa località. Al momento della sua morte aveva ben 28 nipoti, 48 pronipoti e una trisnipote.

## Primati di longevità
Ana Nogueira de Lucas divenne la persona vivente più longeva al mondo con la morte di Eugénie Blanchard, il 4 novembre 2010; inizialmente, però, il caso della de Lucas non era stato sottoposto a verifica, per cui il titolo di decana vivente dell'umanità venne prima assegnato alla statunitense Eunice Sanborn e poi alla brasiliana Maria Gomes Valentim. Solo il 7 luglio 2023, al termine del processo di validazione dei documenti anagrafici condotto dall'associazione di ricerca gerontologica LongeviQuest, si è potuto stabilire che la Nogueira de Lucas, essendo nata 17 giorni prima della Gomes Valentim, fu la persona vivente più anziana al mondo per 14 giorni, ossia dalla morte della Blanchard fino al suo stesso decesso.